# 児玉亮涼
児玉 亮涼（こだま りょうすけ、1998年7月10日 - ）は、熊本県玉名郡玉東町出身のプロ野球選手（内野手）。右投右打。埼玉西武ライオンズ所属。

## 経歴

### プロ入り前
玉東町立山北小学校1年生の時に玉東少年野球クラブで野球を始める。幼い頃から守備が好きで、祖父や内野手経験のある父を相手に練習に夢中になった。5年時には投手兼遊撃手として、県大会優勝を経験する。玉東町立玉東中学校時代は熊本北部リトルシニアに所属し、2年時には全国大会に出場。
文徳高等学校では、1年夏から遊撃手のレギュラーを務め、2年秋から主将としてチームを牽引していたが、3年夏の熊本県大会ベスト4が最高で甲子園出場経験はない。高校の2学年後輩には萩尾匡也がいた。
九州産業大学では、2年春のリーグ戦開幕直前にレギュラーに抜擢されると、春の大学選手権で活躍し、同年から大学日本代表に選出されるようになり、日米大学野球選手権大会に出場、ハーレムベースボールウィークでは優勝を果たし、3年時には日米大学野球選手権でも優勝を経験した。大学の同期には岩田将貴、1学年上には福森耀真、石田駿がいた。プロを目指していたが、打撃にまだ課題があるとしてプロ志望届提出は見送り、大学卒業後は社会人野球の名門である大阪ガスに入社する。
大阪ガスでは1年目から遊撃手のレギュラーに就き、社会人野球日本選手権大会では優勝に貢献し、優秀選手に選ばれた。
2022年10月20日、プロ野球ドラフト会議にて埼玉西武ライオンズから6位指名を受ける。同年のドラフトでは大阪ガスのチームメイトである河野佳も広島東洋カープから5位指名を受けた。11月10日、西宮市内のホテルで入団交渉し、契約金3000万円、年俸1000万円（金額は推定）で合意した。背番号は0。担当スカウトは後藤光貴。

### 西武時代
2023年は開幕を一軍で迎え、3月31日のオリックス・バファローズ1回戦で代走としてデビュー。骨折で開幕一軍入りできなかった源田壮亮に代わる遊撃手のレギュラーとして活躍し、4月4日の東北楽天ゴールデンイーグルス戦では則本昂大から初安打初打点を記録した。シーズン終盤は二塁、三塁守備もこなすなど56試合に出場したが、打撃面では打率.221に終わった。11月25日、推定年俸1300万円で契約を更改した。

## 選手としての特徴
身長166cmと小柄ながら、俊敏な動きと堅実な守備を見せる遊撃手。目標とする選手は井端弘和。
50メートル走5秒9の脚力を併せ持つ。

## 詳細情報

### 年度別打撃成績
| 年 度     | 球 団     | 試 合 | 打 席 | 打 数 | 得 点 | 安 打 | 二 塁 打 | 三 塁 打 | 本 塁 打 | 塁 打 | 打 点 | 盗 塁 | 盗 塁 死 | 犠 打 | 犠 飛 | 四 球 | 敬 遠 | 死 球 | 三 振 | 併 殺 打 | 打 率 | 出 塁 率 | 長 打 率 | O P S |
| --------- | --------- | ----- | ----- | ----- | ----- | ----- | -------- | -------- | -------- | ----- | ----- | ----- | -------- | ----- | ----- | ----- | ----- | ----- | ----- | -------- | ----- | -------- | -------- | ----- |
| 2023      | 西武      | 56    | 132   | 122   | 11    | 27    | 3        | 2        | 0        | 34    | 8     | 2     | 3        | 5     | 1     | 4     | 0     | 0     | 30    | 2        | .221  | .244     | .279     | .523  |
| 2024      | 西武      | 32    | 58    | 50    | 3     | 9     | 2        | 2        | 0        | 15    | 2     | 5     | 0        | 2     | 0     | 5     | 0     | 1     | 9     | 2        | .180  | .268     | .300     | .568  |
| 通算：2年 | 通算：2年 | 88    | 190   | 172   | 14    | 36    | 5        | 4        | 0        | 49    | 10    | 7     | 3        | 7     | 1     | 9     | 0     | 1     | 39    | 4        | .209  | .251     | .285     | .536  |

- 2024年度シーズン終了時

### 年度別守備成績
| 年 度 | 球 団 | 二塁  | 二塁  | 二塁  | 二塁  | 二塁  | 二塁     | 三塁  | 三塁  | 三塁  | 三塁  | 三塁  | 三塁     | 遊撃  | 遊撃  | 遊撃  | 遊撃  | 遊撃  | 遊撃     |
| 年 度 | 球 団 | 試 合 | 刺 殺 | 補 殺 | 失 策 | 併 殺 | 守 備 率 | 試 合 | 刺 殺 | 補 殺 | 失 策 | 併 殺 | 守 備 率 | 試 合 | 刺 殺 | 補 殺 | 失 策 | 併 殺 | 守 備 率 |
| ----- | ----- | ----- | ----- | ----- | ----- | ----- | -------- | ----- | ----- | ----- | ----- | ----- | -------- | ----- | ----- | ----- | ----- | ----- | -------- |
| 2023  | 西武  | 4     | 5     | 11    | 0     | 2     | 1.000    | 5     | 0     | 2     | 0     | 1     | 1.000    | 45    | 77    | 106   | 3     | 24    | .984     |
| 2024  | 西武  | 2     | 0     | 0     | 0     | 0     | ----     | 24    | 10    | 23    | 0     | 0     | 1.000    | 4     | 5     | 4     | 0     | 1     | 1.000    |
| 通算  | 通算  | 6     | 5     | 11    | 0     | 2     | 1.000    | 29    | 10    | 25    | 0     | 1     | 1.000    | 49    | 82    | 110   | 3     | 25    | .985     |

- 2024年度シーズン終了時

### 記録
初記録
- 初出場：2023年3月31日、対オリックス・バファローズ1回戦（ベルーナドーム）、8回裏にデビッド・マキノンの代走で出場
- 初打席：同上、10回裏に平野佳寿から投ゴロ
- 初先発出場：2023年4月2日、対オリックス・バファローズ3回戦（ベルーナドーム）、「9番・遊撃手」で先発出場
- 初安打・初打点：2023年4月4日、対東北楽天ゴールデンイーグルス1回戦（楽天モバイルパーク宮城）、5回表に則本昂大から左越適時二塁打[11]
- 初盗塁：2023年4月18日、対福岡ソフトバンクホークス3回戦（東京ドーム）、6回裏に二盗（投手：板東湧梧、捕手：甲斐拓也）

### 背番号
- 0（2023年[8] - ）